# David Belle
David Belle (Fécamp, 29 april 1973) is een Frans atleet en vechtsporter. Hij is de grondlegger van de discipline parkour en eveneens de bekendste beoefenaar, of in parkourterminologie traceur.
Belle begon op zijn vijftiende met het ontwikkelen van parkour. Hij liet zich inspireren door Bruce Lee-films, de sportieve prestaties van zijn vader Raymond Belle - een atleet en voormalig militair - en de "methode naturelle" van Georges Hébert. Belle is de oprichter van PAWA (Parkour Worldwide Association), waarbij hij inmiddels zelf is weggegaan.
In 2004 vertolkte Belle een van de hoofdrollen in de film Banlieue 13, waarin enkele parkourscènes te zien waren. Op de set ontmoette hij Cyril Raffaelli. Beide heren zijn sindsdien goed bevriend. De film werd uitgebracht op 10 november 2004. In 2008 kwam het vervolg op Banlieue 13 uit, genaamd Banlieue 13: Ultimatum. Daarin kregen Belle en Raffaelli wederom de hoofdrollen. In 2014 speelde hij een hoofdrol in de film Brick Mansions, samen met Paul Walker. Net als in Banlieue 13 doet hij in de film veel aan parkour.